# Mūsá Daraq
Mūsá Daraq (persiska: موسی درق) är en ort i Iran.   Den ligger i provinsen Östazarbaijan, i den nordvästra delen av landet, 500 km väster om huvudstaden Teheran. Mūsá Daraq ligger 1 410 meter över havet och antalet invånare är 707.
Terrängen runt Mūsá Daraq är kuperad åt sydost, men åt nordväst är den platt.Runt Mūsá Daraq är det ganska tätbefolkat, med 90 invånare per kvadratkilometer. Närmaste större samhälle är Marāgheh, 11,6 km norr om Mūsá Daraq. Trakten runt Mūsá Daraq består i huvudsak av gräsmarker.